# Ларс Сетра
Ларс Сетра (норв. Lars Sætra, нар. 24 липня 1991, Драммен, Норвегія) — норвезький футболіст, центральний захисник шведського клубу «Кальмар».

## Ігрова кар'єра

### Клубна
Першим клубом у кар'єрі Ларса Сетра став норвезький «Стремсгодсет», де він починав грати у молодіжній команді з 1997 року. З сезону 2009 року футболіста почали залучати до тренувань та ігор першої команди. 20 вересня 2009 року Сетра зіграв першу гру на професійному рівні. Влітку 2011 року футболіст відбув в оренду у клуб Другого дивізіону «Саннефіорд», де грав до кінця сезону.
Влітку 2014 року футболіст перебрався до сусідньої Швеції, де приєднався до клубу Супереттан «Гаммарбю». Вже в тому ж сезоні клуб виграв турнір Супереттан і Сетра разом з командою підвищився в класі. У 2015 році вже як гравець Аллсвенскан Сетра продовжив дію контракту зі шведським клубом до 2018 року.
Та на початку 2017 року футболіст узгодив контракт з китайським клубом Першої ліги «Баодин Інлі». У Китаї футболіст провів 14 матчів і після того, як клуб понизився в класі, він залишив команду.
На початку 2018 року Ларс Сетра повернувся до Норвегії, де підписав дворічний контракт зі своїм першим клубом «Стремсгодсет». Відігравши термін контракту Сетра як вільний агент перейшов до клубу Першого дивізіону «Тромсе». Своєю грою захисник допоміг команді вийти до Елітсерії. І перед початком сезону 2021 року підписав трирічний контракт зі шведським клубом «Кальмар».

### Збірна
У 2010 році Ларс Сетра зіграв чотири матчі у складі юнацької збірної Норвегії (U-19).

## Титули
Стремсгодсет
 Чемпіон Норвегії: 2013
 Віце-чемпіон Норвегії: 2012
 Переможець Кубка Норвегії: 2010
Гаммарбю
- Переможець Супереттан: 2014

Тромсе
- Переможець Першого дивізіона: 2020